# Willi Götz (Maler)
Willi Götz (* 29. November 1926 in Rimbach, heute Volkach; † 1993 ebenda) war ein deutscher Maler und Grafiker. Götz prägte insbesondere durch seine in Sgraffitotechnik aufgebrachten Wandgemälde das Bild vieler Orte in Mainfranken. 

## Leben
Willi Götz wurde am 29. November 1926 in der zum Bezirksamt Gerolzhofen gehörenden Gemeinde Rimbach im bayerischen Kreis Unterfranken geboren. Der Vater war Gastwirt in Rimbach. Willi Götz wuchs zusammen mit vier Geschwistern in dem Dorf auf und begann früh mit dem Zeichnen. Erste Förderung erhielt der junge Willi vom damaligen Rimbacher Dorflehrer. Nach dem Absolvieren der Volksschule nahm Götz eine zweijährige Ausbildung zum Schriftsetzer auf, die ihn nach Kitzingen führte. Daneben lernte er als Abendschüler an der Kunst- und Handwerkerschule in Würzburg. Zu den Lehrern des Willi Götz zählen die Künstler Heiner Dikreiter und Wilhelm Greiner. Im Jahr 1943 wurde Willi Götz zur Wehrmacht eingezogen und kehrte erst 1945 aus der Kriegsgefangenschaft zurück. Förderung erhielt er in den folgenden Jahren vom Rothenburger Künstler Ernst Unbehauen, der ein Atelier im Schloss Wiesentheid unterhielt.
Bereits kurz nach Kriegsende schickte Götz mehrere seiner Zeichnungen an die Münchner Kunstakademie und es gelang ihm, einen Studienplatz zu bekommen. Zwischen 1949 und 1954 lernte Götz beim Kirchenmaler Franz Nagel. Die Entscheidung zur sakralen Malerei sollte seinen Lebensweg entscheidend prägen. Nach seiner Rückkehr nach Rimbach richtete sich Götz in den Räumlichkeiten des Gasthauses ein kleines Atelier ein und arbeitete bis zu seinem Tod als freischaffender Künstler. 1957 erhielt Götz den Auftrag für ein Wandgemälde im Kreiskrankenhaus Gerolzhofen, der heutigen Geomed-Klinik. In der Folge bezog Götz 1962 ein kleines Atelierhaus am Ortsrand von Rimbach. Götz spezialisierte sich mit fortschreitendem Alter vor allem auf Kirchenmalerei. Daneben entstanden auch eine Vielzahl an Glasarbeiten, die vor allem als Fenster für Kirchen Verwendung fanden. Willi Götz starb im Jahr 1993 in Rimbach.
Mehrere Einzelausstellungen und Werkschauen wurden in der ehemaligen Rüstkammer des Rathauses Gerolzhofen in den 2000er Jahren zu Ehren des Künstlers eröffnet. Treibende Kraft hinter den Schauen war die Schwester des Künstlers, Anni Dürr. Willi Götz schuf vor allem Kunst im öffentlichen Raum, daneben sind allerdings auch Gemälde unterschiedlicher Techniken überliefert. Besondere Bedeutung für den Altlandkreis Gerolzhofen haben die von Götz geschaffenen Kunstwerke an Privathäusern. Sie entstanden zumeist in Sgraffitotechnik und zeigen häufig biblische Motive. Der ehemalige Schulrektor der Volksschule Gerolzhofen sagte über Götz: „Das kulturelle Gesicht unserer Stadt ist von Willi Götz wesentlich geprägt.“

## Werke (Auswahl)

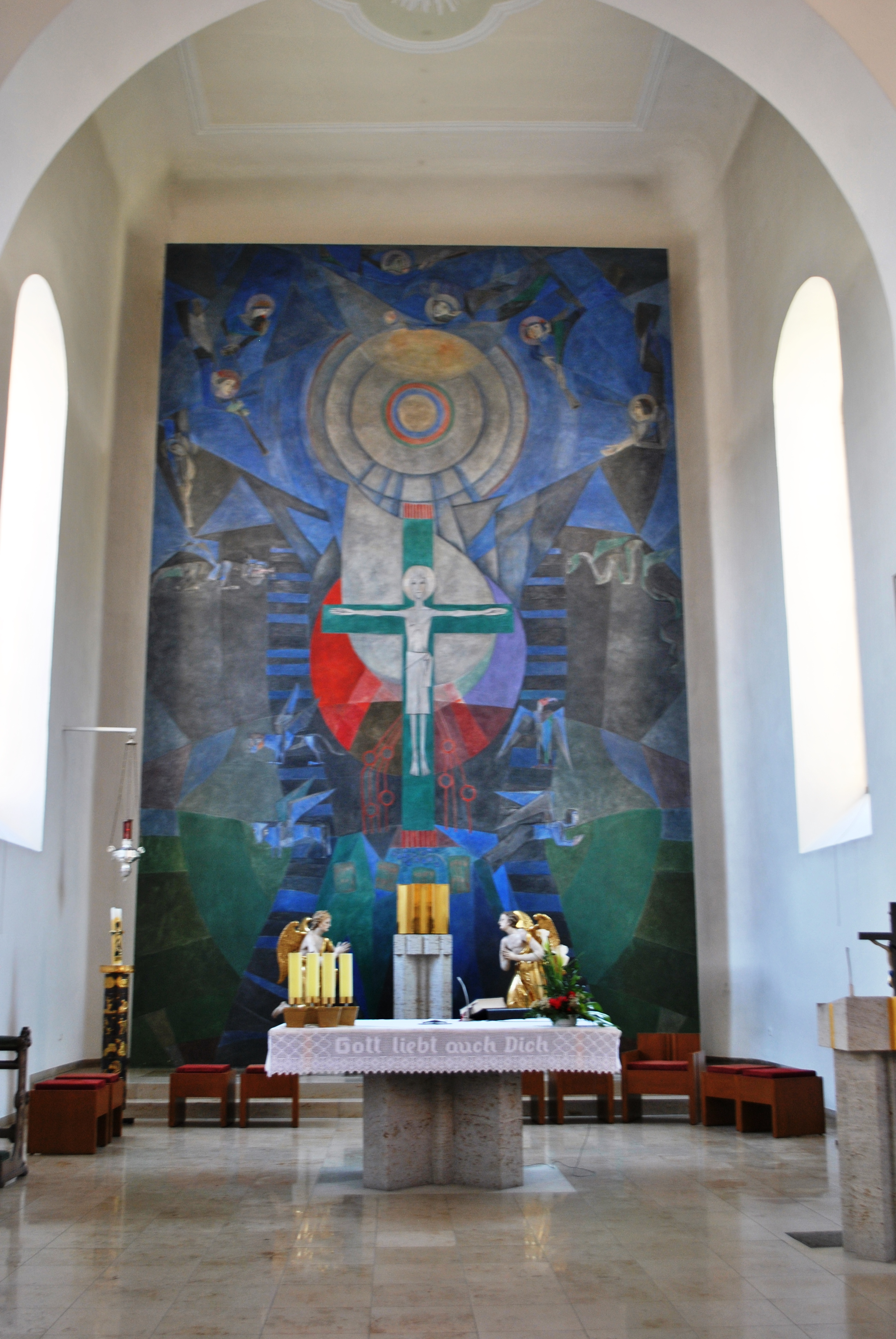
Das von Willi Götz geschaffene Hochaltarbild in Stadelschwarzach

- Hl. Christophorus, Julius-Echter-Platz, Volkach
- Buntglasfenster, St. Martin, Alitzheim
- Buntglasfenster, Dreifaltigkeitskirche, Bad Berneck
- Buntglasfenster, Heiliger Schutzengel, Gräfendorf
- Buntglasfenster, Mariä Himmelfahrt, Hohenkemnath
- Buntglasfenster, St. Peter und Paul, Münchberg
- Buntglasfenster, Evangelische Kirche, Krautheim
- Buntglasfenster, St. Ägidius, Gelchsheim
- Wandgemälde, Leichenhaus, Nordheim am Main
- Wandgemälde, Dreifaltigkeitskapelle, Laub
- Triptychon, St. Burkard, Ochsenfurt
- Altarbild, St. Peter und Paul, Wombach
- Altarbild, St. Kilian und St. Jakobus der Ältere, Oberwildflecken
- 1952, Buntglasfenster mit christlichen Motiven, Gnadenkirche, Wiesentheid
- 1964, Hochaltarbild, St. Bartholomäus, Stadelschwarzach
- 1972–1975, Buntglasfenster, St. Johannes Baptist, Escherndorf
- 1977/1978, Kreuzwegstationen und Buntglasfenster, Vinzenzkirche, Kitzingen
- 1988, Kreuzweg in Freskomalerei, St. Lioba, Würzburg–Lengfeld